# Proclamació d'Independència de la República Democràtica del Vietnam
La proclamació d'independència de la República Democràtica del Vietnam va ser redactada per Hồ Chí Minh i anunciada en públic al jardí Ba Đình (actual plaça Ba Đình) el 2 de setembre de 1945. Va portar a la independència del Vietnam.

## Història

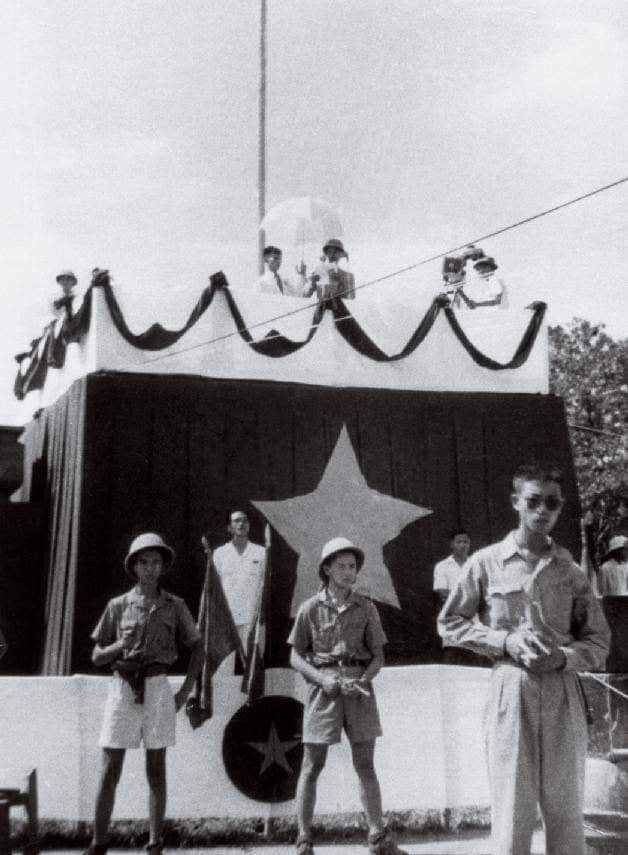
Actual plaça Ba Đình el 2 de setembre de 1945.

Vietnam es va convertir en una colònia de França a finals del segle xix, però durant la Segona Guerra Mundial, el Japó el va ocupar. Durant aquest període, el Viet Minh va lliurar una guerra de guerrilles contra els japonesos que va ser parcialment recolzat pels Estats Units el 1945 a través de l'Oficina de Serveis Estratègics.
El 22 d'agost de 1945, l'agent de l'Oficina de Serveis Estratègics, Archimedes Patti, que s'havia trobat anteriorment amb Ho Chi Minh al sud de la Xina, va arribar a Hanoi amb una missió per alliberar els presos de guerra aliats i va ser acompanyat per Jean Sainteny, un oficial del govern francès. Les forces japoneses es van rendir de manera informal (la rendició oficial va tenir lloc el 2 de setembre de 1945 a la badia de Tòquio) però en ser l'única força capaç de mantenir la llei i l'ordre, l'exèrcit imperial japonès va continuar al poder mentre mantenia detingudes les tropes colonials franceses.
Les forces japoneses van permetre que el Việt Minh i altres grups nacionalistes prenguessin els edificis públics i les armes sense resistència, cosa que va començar la Revolució d'Agost. El matí del 26 d'agost de 1945, Hà Nội, el president Hồ Chí Minh va convocar i presidir la reunió del Partit Comunista del Vietnam. En aquesta reunió es va prendre la decisió de proclamar la independènca i s'hi va organitzar un gran acte públic perquè el govern provisional es presentara al poble. També aquest dia Vietnam va promulgar oficialment el dret de llibertat i va establir el sistema de república democràtica.
El 2 de setembre de 1945, Hồ Chí Minh va llegir la Proclamació durant una reunió pública davant de milers de persones, a l'actual plaça Ba Đình, que anunciava el naixement de la República Democràtica del Vietnam i la independència de França i el Japó.

## Text de la Proclamació
«Compatriotes de tota la nació reunits:
Totes les persones es creen iguals; estan dotats pel seu Creador de certs drets inalienables; entre aquests hi ha la vida, la llibertat i la recerca de la felicitat.
Aquesta declaració immortal es va fer a la Declaració d'Independència dels Estats Units d'Amèrica el 1776. En un sentit més ampli, això significa: Tots els pobles de la terra són iguals des del naixement, tots els pobles tenen dret a viure, a ser feliços i a la llibretat.
La Declaració dels Drets de l'Home i del Ciutadà de la Revolució Francesa feta el 1791 també diu: Tots els homes neixen lliures i amb igualtat de drets, i han de romandre sempre lliures i tenen els mateixos drets.
Són veritats innegables.
No obstant això, durant més de vuitanta anys, els imperialistes francesos, en nom de la Llibertat, la Igualtat i la Fraternitat, han violat la nostra pàtria i han oprimit els nostres conciutadans. Han actuat contràriament als ideals de la humanitat i la justícia.
En el camp de la política, han privat el nostre poble de tota llibertat democràtica.
Han aplicat lleis inhumanes; han establert tres règims polítics diferents al nord, al centre i al sud del Vietnam per destruir la nostra unitat nacional i evitar que el nostre poble estiga unit.
Han construït més presons que escoles. Han sacrificat sense pietat els nostres patriotes; han ofegat els nostres aixecaments en banys de sang.
Han encadenat l'opinió pública; han practicat l'obscurantisme contra la nostra gent.
Per debilitar la nostra raça, ens han obligat a utilitzar opi i alcohol.
En el camp de l'economia, ens han arrossegat a la columna vertebral, han empobrit la nostra gent i han devastat la nostra terra.
Ens han furtatat els arrossars, les mines, els boscos i les matèries primeres. Han monopolitzat l'emissió de bitllets bancaris i el comerç d'exportació.
Han inventat nombrosos impostos injustificables i han reduït la nostra gent, especialment la pagesia, a un estat d'extrema pobresa.
Han obstaculitzat la prosperitat de la nostra burgesia nacional; han explotat sense pietat els nostres treballadors.
A la tardor de 1940, quan els feixistes japonesos van violar el territori d'Indoxina per establir noves bases en la seva lluita contra els aliats, els imperialistes francesos es van agenollar i els van deixar passar al nostre país. Així, a partir d'aquell dia, el nostre poble va ser sotmès al doble jou dels francesos i els japonesos. Els nostres sofriments i misèries van augmentar. El resultat va ser que, des de finals de l'any passat fins a principis d'aquest any, des de la província de Quảng Trị fins al nord del Vietnam, més de dos milions dels nostres conciutadans van morir de fam.
El 9 de març, les tropes franceses van ser desarmades pels japonesos. Els colonialistes francesos van fugir o es van rendir, demostrant que no només eren incapaços de "protegir-nos", sinó que, en el termini de cinc anys, havien venut el nostre país dos vegades als japonesos.
En diverses ocasions abans del 9 de març, la Lliga Việt Minh va instar els francesos a aliar-se amb ella contra els japonesos. En lloc d'acceptar aquesta proposta, els colonialistes francesos van intensificar tant les seves activitats terroristes contra els membres del Việt Minh que abans de fugir van massacrar un gran nombre dels nostres presos polítics detinguts a Yên Bái i Cao Bằng.
Malgrat tot, els nostres conciutadans sempre han manifestat cap als francesos una actitud tolerant i humana. Fins i tot després del cop d'estat japonès de març de 1945, la Lliga Việt Minh va ajudar a molts francesos a travessar la frontera, en va rescatar alguns de les presons japoneses i va protegir la vida i la propietat franceses.
Des de la tardor de 1940, el nostre país va deixar de ser una colònia francesa i es va convertir en una possessió japonesa. Després que els japonesos es lliuressin als aliats, tot el nostre poble es va aixecar per recuperar la nostra sobirania nacional i fundar la República Socialista del Vietnam.
La veritat és que hem guanyat la nostra independència dels japonesos i no dels francesos.
Els francesos han fugit, els japonesos han capitulat, l'emperador Bảo Đại ha abdicat. El nostre poble ha trencat les cadenes que durant gairebé un segle les han obstaculitzat i han guanyat la independència de la terra. Al mateix temps, la nostra gent ha derrocat el règim monàrquic que ha regnat durant desenes de segles. En el seu lloc s'ha establert l'actual República Democràtica.
Per aquestes raons, nosaltres, els membres del govern provisional, que representem a tot el poble vietnamita, declarem que a partir d'ara trenquem totes les relacions de caràcter colonial amb França; derogem tota l'obligació internacional que França ha subscrit fins ara en nom del Vietnam i abolim tots els drets especials que els francesos han adquirit il·legalment a la nostra pàtria.
Tot el poble vietnamita, animat per un propòsit comú, està decidit a lluitar fins a l'amarg final contra qualsevol intent dels colonialistes francesos de reconquerir el país.
Estem convençuts que les nacions aliades, que a Teheran i San Francisco han reconegut els principis d'autodeterminació i igualtat de nacions, no es negaran a reconèixer la independència del Vietnam.
Un poble que s'ha oposat amb valentia a la dominació francesa durant més de vuitanta anys, un poble que ha lluitat colze a colze amb els aliats contra els feixistes durant aquests darrers anys, aquest poble ha de ser lliure i independent.

Per aquestes raons, nosaltres, els membres del govern provisional de la República Democràtica del Vietnam, declarem solemnement al món que Vietnam té el dret a ser un país lliure i independent, i de fet ho és ja. I, per tant, tot el poble vietnamita està decidit a mobilitzar tota la seva força física i mental, a sacrificar les seves vides i béns per salvaguardar la seva independència i llibertat.»